# لارس كراوس ينسن
لارس كراوس جنسن هو سباح دنماركي، ولد في 7 أغسطس 1944 في فريدريكسبرغ في الدنمارك.

## وصلات خارجية
- لارس كراوس ينسن على موقع الاتحاد الدولي للسباحة (الإنجليزية)
- لارس كراوس ينسن على موقع أوليمبيديا (الإنجليزية)